# Хучар
Хучар, Хучар-беки, Кучар (монг. Хучар; ? — ок. 1204) — двоюродный брат Чингисхана. Согласно «Джами ат-таварих», он был превосходным стрелком из лука, в честь чего была даже сложена пословица — «стрела Хучара уносится так, что становится невидимой».

## Биография
Отцом Хучара был Некун-тайджи — второй сын Бартан-баатура; младшим братом Некун-тайджи был Есугей (Есугей-багатур), возглавлявший в середине XII века большую часть монгольских племён. После смерти Есугея около 1171 года многие из его приверженцев покинули вдов и детей бывшего господина; Хучар, однако, не ушёл вместе с остальными, а «в течение некоторого времени» находился при семье Есугея.
Вместе со своими родственниками Даритаем и Алтаном Хучар упоминается в числе тех, кто перешёл на сторону старшего сына Есугея Тэмуджина после разрыва последнего со своим побратимом Джамухой. Именно Хучар, Даритай, Алтан, а также джуркинские нойоны Сача-беки и Тайчу в 1189 году избрали Тэмуджина на ханство, присвоив тому титул Чингисхана.
Между тем, к 1201 году часть монгольских сил (тайджиуты, меркиты, татары и некоторые другие племена) в борьбе против Чингисхана объединилась вокруг Джамухи. Чингисхан обратился за помощью к кереитскому хану Тоорилу (Ван-хану), и вскоре объединённое войско выступило против Джамухи; Хучар, Алтан и Даритай были отправлены Чингисханом в разведку. Разведчики привели войска в местность Койтен южнее Керулена; там же состоялось сражение, в котором войска Джамухи были разбиты.
Отправляясь на войну с татарами в 1202 году, Чингисхан издал указ, запрещавший брать добычу до окончания сражения, однако Хучар, Даритай и Алтан ослушались приказа и занялись дележом награбленного раньше времени. Разгневанный Чингисхан приказал двум своим нукерам — Хубилаю и Джэбэ — отобрать всю захваченную добычу. После этого случая Хучар, Даритай и Алтан обозлились на Чингисхана, и в дальнейшем это поспособствовало переходу всех троих на сторону Джамухи.
Между тем, Джамуха, воспользовавшись начавшейся распрей между Ван-ханом и Чингисханом, уговорил Хучара, Даритая, Алтана и Нилха-Сангума выступить против Чингиса, обвиняя того в обмене послами с найманским предводителем Таян-ханом. Хотя заговорщикам удалось склонить на свою сторону и Ван-хана, в сражении при Харахалчжит-Элетах войскам Чингисхана удалось потеснить кереитов. Отношения Джамухи с Ван-ханом вскоре также испортились, и Джамуха задумал напасть на бывшего союзника, однако Ван-хан, узнав о намерениях Джамухи, выступил первым и разгромил его; Даритай сдался Чингисхану, а Джамуха, Алтан и Хучар бежали к Таян-хану. Несмотря на это, несколько позже Хучар и Алтан всё же были схвачены войсками Чингисхана и убиты.
Согласно Рашид ад-Дину, потомки Хучара не пользовались уважением и были малочисленны в сравнении с другими родственниками Чингисхана.

## В культуре
Хучар стал одним из персонажей романа И. К. Калашникова «Жестокий век» (1978), а также тетралогии А. С. Гатапова «Тэмуджин».